# قائمة مخيمات اللاجئين السوريين في الأردن
بُنيت مخيمات اللاجئين السوريين في الأردن بعد تدفق حوالي 1.4 مليون سوري هرباً من الحرب الأهلية السورية. يوجد 5 مخيمات للاجئين السوريين في الأردن، 3 منها رسمية والباقيان مؤقتان. مع ذلك، عدد اللاجئين السوريين المسجلين رسمياً لدى الأمم المتحدة هو حوالي 650,000 لاجئ، بينما يعيش حوالي 90% من السوريين في البلدات والمدن الأردنية وليس في المخيمات.
هذه المخيمات هي:
- مخيم الزعتري (افتتح في تموز 2012)
- المخيم الإماراتي الأردني (افتتح في نيسان 2013)
- مخيم الأزرق (الزرقاء) (افتتح في نيسان 2014)
- حدائق الملك عبد الله (KAP) (في إربد (محافظة)، افتتح عام 2012؛ يستضيف سوريين وفلسطينيين)[2]

## مواقع المخيمات
خريطة مخيمات اللاجئين في الأردن عام 2018 وفقاً لبيانات مفوضية اللاجئين هنا

خريطة أقدم: